# 하자주
하자주(아랍어: حجة)는 예멘 북서부에 위치한 주로, 서쪽으로는 홍해, 북쪽으로는 사우디아라비아와 인접해 있다. 주도는 하자이며 인구는 1,479,568명(2004년 기준), 면적은 9,376km2이다.